# Washington Wizards 2016-2017
La stagione 2016-17 dei Washington Wizards fu la 56ª nella NBA per la franchigia.
I Washington Wizards vinsero la Southeast Division della Eastern Conference con un record di 49-33. Nei play-off vinsero il primo turno con gli Atlanta Hawks (4-2), perdendo poi la semifinale di conference con i Boston Celtics (4-3).

## Roster
| N° | Naz.                   | Ruolo | Sportivo         | Anno | Alt. | Peso |
| -- | ---------------------- | ----- | ---------------- | ---- | ---- | ---- |
| 1  | Stati Uniti (bandiera) | A     | Chris McCullough | 1995 | 211  | 91   |
| 2  | Stati Uniti (bandiera) | G     | John Wall        | 1990 | 193  | 89   |
| 3  | Stati Uniti (bandiera) | G     | Bradley Beal     | 1993 | 191  | 94   |
| 4  | Stati Uniti (bandiera) | G     | Danuel House     | 1993 | 198  | 100  |
| 5  | Stati Uniti (bandiera) | A     | Markieff Morris  | 1989 | 208  | 111  |
| 7  | Stati Uniti (bandiera) | G     | Brandon Jennings | 1989 | 185  | 77   |
| 9  | Stati Uniti (bandiera) | G     | Sheldon Mac      | 1992 | 196  | 91   |
| 12 | Stati Uniti (bandiera) | A     | Kelly Oubre      | 1995 | 201  | 93   |
| 13 | Polonia (bandiera)     | C     | Marcin Gortat    | 1984 | 211  | 109  |
| 14 | Stati Uniti (bandiera) | C     | Jason Smith      | 1986 | 213  | 109  |
| 15 | Stati Uniti (bandiera) | G     | Marcus Thornton  | 1987 | 193  | 93   |
| 22 | Stati Uniti (bandiera) | A     | Otto Porter      | 1993 | 206  | 90   |
| 28 | Francia (bandiera)     | AC    | Ian Mahinmi      | 1986 | 211  | 119  |
| 31 | Rep. Ceca (bandiera)   | G     | Tomáš Satoranský | 1991 | 201  | 95   |
| 32 | Stati Uniti (bandiera) | C     | Daniel Ochefu    | 1993 | 211  | 111  |
| 33 | Brasile (bandiera)     | G     | Trey Burke       | 1992 | 183  | 84   |
| 44 | Croazia (bandiera)     | A     | Bojan Bogdanović | 1989 | 201  | 103  |
| 44 | Canada (bandiera)      | AC    | Andrew Nicholson | 1989 | 206  | 113  |

## Staff tecnico
- Allenatore: Scott Brooks
- Vice-allenatori: Tony Brown, Sidney Lowe, Chad Iske, Mike Terpstra, Maz Trakh
- Preparatore atletico: Corey Bennett
- Preparatore fisico: Navin Hettiarachchi